# Tschuhujiw
Tschuhujiw (ukrainisch Чугуїв; russisch Чугуев Tschugujew) ist eine Stadt in der ost-ukrainischen Oblast Charkiw und Sitz des Rajon Tschuhujiw.
Die Stadt ist eine traditionsreiche Garnisonsstadt am Ufer des Donez mit 30.000 Einwohnern (2024).
Südlich des Ortes verläuft die Bahnstrecke Charkiw–Balaschow.

## Geschichte

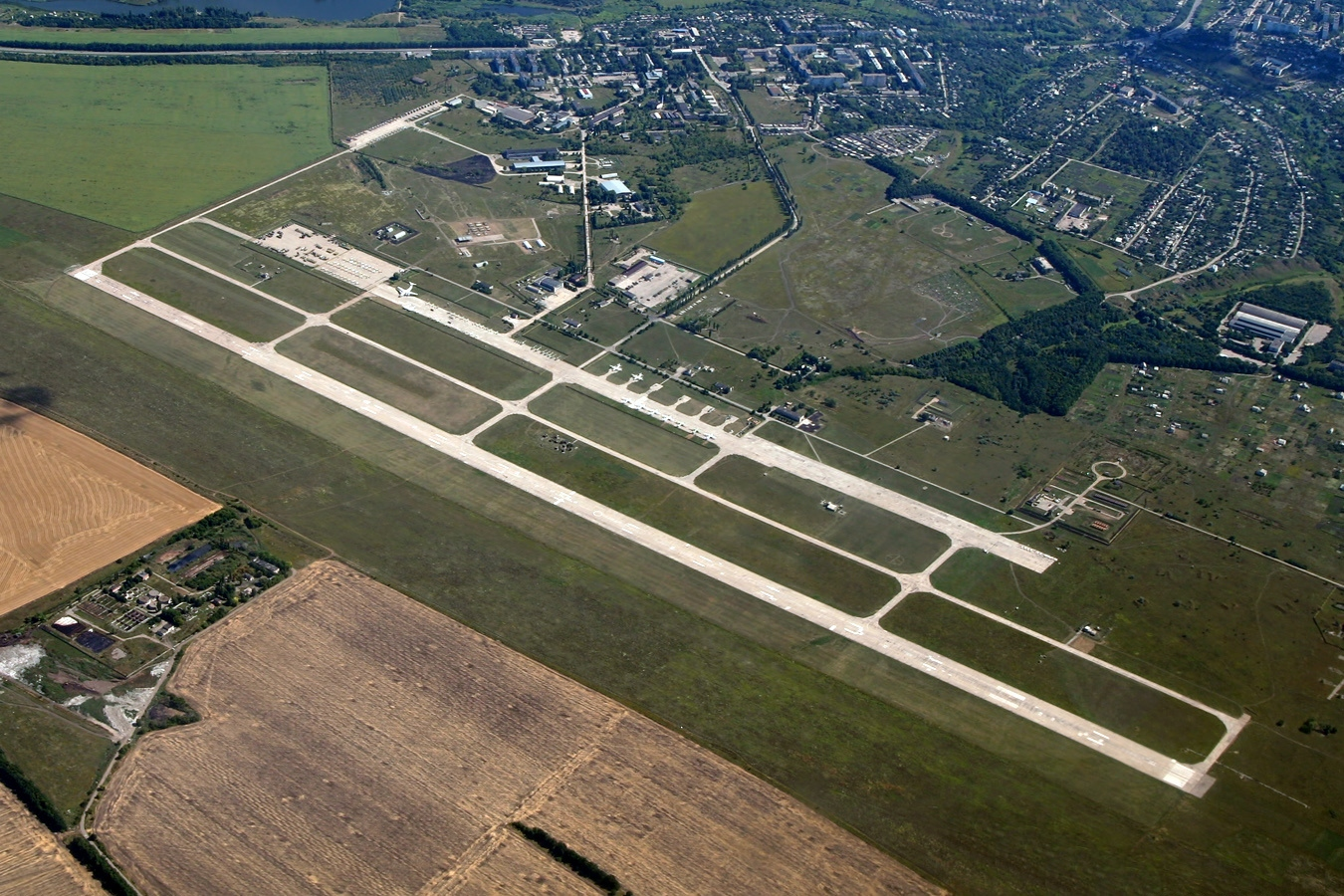
Militärflugplatz Tschuhujiw (UKHW)

Tschuhujiw, historisch auch als Chuguev und Tschugujew bekannt, wurde 1627 erstmals als Siedlung erwähnt. In der Mitte des 17. Jahrhunderts wurde die Stadt Garnison. 1780 wurde Tschuhujiw das Stadtrecht verliehen. Im 19. Jahrhundert war die Stadt das Verwaltungszentrum eines Ujesd im Gouvernement Charkow.

### Der Aufstand von 1819
Im Jahr 1819 wurde in Tschuhujiw eine Militärkolonie (Siedlung aus Soldaten und Bauern) eingerichtet, was zu einer bewaffneten Revolte der an ein freieres Leben gewohnten, ca. 2000 Bauernsoldaten aus Tschuhujiw und den Militärdörfern der Umgebung gegen die harten Arbeitsbedingungen und streng militärischen Regeln in der Siedlung führte. Die Regierung entsandte vier Infanterie- und zwei Artillerieregimenter unter dem Kriegsminister, Graf Araktschejew, denen es erst nach einem Monat gelang, den Aufstand niederzuwerfen. Das darauffolgende Strafgericht brach den letzten Widerstand durch 275 Todesurteile, die zu Spießrutenlaufen durch 12.000 Mann „abgemildert“, aber nur bis zum 55. Mann durchgeführt wurden – die übrigen Verurteilten gaben angesichts des Massakers auf –, und durch 400 Verurteilungen zu Straflager. Der Aufstand von Tschuhujiw war einer der größten in der Geschichte der Unruhen im Zusammenhang mit den Militärkolonien.

### 19. und 20. Jahrhundert
Gegen Ende des 19. Jahrhunderts befand sich bei der Stadt ein großer Truppenübungsplatz für die Truppen des X. russischen Armeekorps. Außerdem war die Stadt Garnison des 10. russischen Husaren-Regiments. Im Jahr 1900 zählte man 13.221 Einwohner. 1926 war die Einwohnerzahl auf 14.4210 gewachsen. In der Zeit zwischen dem Russischen Bürgerkrieg und dem Großen Vaterländischen Krieg betrieb die Rote Armee eine Artillerieschule in der Stadt, nach dem Zweiten Weltkrieg bauten die Luftstreitkräfte der Sowjetunion in der Stadt eine wichtige Luftwaffenbasis auf, die heute von der ukrainischen Luftwaffe, unter anderem zur Erprobung neuer Waffensysteme, genutzt wird.
Im Rahmen des Russischen Überfalls auf die Ukraine wurde am 24. Februar 2022 ein Wohngebäude durch die russischen Streitkräfte getroffen. Dabei wurde ein 14-jähriger Junge getötet.

## Verwaltungsgliederung
Am 12. Juni 2020 wurde die Stadt zum Zentrum der neugegründeten Stadtgemeinde Tschuhujiw (Чугуївська міська громада/Tschuhujiwska miska hromada). Zu dieser zählen auch die Siedlung städtischen Typs Kotschetok sowie die 7 in der untenstehenden Tabelle aufgelisteten Dörfer, bis dahin bildete die Stadt zusammen mit den Dörfern Kluhyno-Baschkyriwka und Wassyliw Chutir (bis 2016 Соцзмагання Sozsmahannja) die gleichnamige Stadtratsgemeinde Tschuhujiw (Чугуївська міська рада/Tschuhujiwska miska rada) im Zentrum des Rajons Tschuhujiw.
Folgende Orte sind neben dem Hauptort Tschuhujiw Teil der Gemeinde:
| Name                     | Name               | Name                                      |
| ukrainisch transkribiert | ukrainisch         | russisch                                  |
| ------------------------ | ------------------ | ----------------------------------------- |
| Kamjana Jaruha           | Кам'яна Яруга      | Каменная Яруга (Kamennaja Jaruga)         |
| Kluhyno-Baschkyriwka     | Клугино-Башкирівка | Клугино-Башкировка (Klugino-Baschkirowka) |
| Kotschetok               | Кочеток            | Кочеток                                   |
| Pischtschane             | Піщане             | Песчаное (Pestschanoje)                   |
| Saroschne                | Зарожне            | Зарожное (Saroschnoje)                    |
| Tetleha                  | Тетлега            | Тетлега (Tetlega)                         |
| Welyka Babka             | Велика Бабка       | Великая Бабка (Welikaja Babka)            |
| Wassyliw Chutir          | Василів Хутір      | Васильев Хутор (Wassiljew Chutor)         |

## Städtepartnerschaften
- Coevorden (Niederlande) seit 2025, trilateral mit Nordhorn[9]
- Nordhorn (Deutschland) seit 2025

## Bevölkerung
Tschuhujiw ist die einzige Stadt in der Oblast, deren Einwohnerzahl in den ersten zehn Jahren nach dem Ende der UdSSR nicht zurückgegangen war, seit 2002 fällt die Einwohnerzahl jedoch stetig. Ihre Bewohner sind zu über 80 % ethnische Russen.
| 1897   | 1923   | 1926   | 1939   | 1959   | 1970   | 1979   | 1989   | 2001   | 2005   | 2019   |
| ------ | ------ | ------ | ------ | ------ | ------ | ------ | ------ | ------ | ------ | ------ |
| 12.592 | 11.842 | 13.311 | 18.074 | 22.657 | 24.733 | 32.128 | 36.543 | 36.789 | 34.427 | 31.993 |

Quellen: 

## Sport
Der Fußballverein Start Tschuhujiw war 1960 und 1961 ukrainischer Pokalsieger.

## Söhne und Töchter der Stadt
- Ilja Repin (1844–1930), russischer Maler
- Sigrid Schauman (1877–1979), finnische Malerin und Kunstkritikerin
- Georgi Borissenko (1922–2012), sowjetischer Schachspieler, -trainer und Eröffnungstheoretiker
- Ernest Pogosjanz (1935–1990), sowjetischer Schachkomponist
- Sergei Wolkow (* 1973), russischer Kosmonaut